# Occupe-toi d'Amélie (film, 1981)
Pour les articles homonymes, voir Occupe-toi d'Amélie (homonymie).
Pour plus de détails, voir Fiche technique et Distribution.
Occupe-toi d'Amélie (Per favore, occupati di Amelia) est une comédie hispano-italienne réalisée par Flavio Mogherini et sortie en 1981. Elle est tirée de la pièce homonyme de Georges Feydeau, représentée pour la première fois en 1908.

## Synopsis
Marcel Courbois met en scène un mariage blanc avec Amélie d'Avranches pour toucher un héritage, mais il va bientôt s'en mordre les doigts.

## Fiche technique
- Titre original italien : Per favore, occupati di Amelia[1]
- Titre espagnol : Por favor, ocúpate de Amelia
- Titre français : Occupe-toi d'Amélie[2]
- Réalisateur : Flavio Mogherini
- Scénario : Luís Castro, Marcello Coscia, Flavio Mogherini
- Photographie : Giulio Albonico, José Luis Alcaine
- Musique : Detto Mariano
- Décors et costumes : Mario Ambrosino (it)
- Maquillage : Giulio Mastrantonio
- Production : Luigi Borghese, José-Luis Bermudaz de Castro
- Société de production : Bermudez de Castro Producciones Cinematograficas, Cinematografica Alex
- Pays de production :  Espagne •  Italie[2]
- Langue de tournage : italien
- Format : Couleur
- Durée : 96 minutes (1 h 36)
- Genre : Comédie
- Dates de sortie :
  - Italie : 12 juin 1981 (Milan)
  - France : 1982

## Distribution
- Renzo Montagnani : Marcel Courbois (Marcello en VO)
- Barbara Bouchet : Amélie d'Avranches (Amelia en VO)
- Gianni Cavina : Stefano
- Leopoldo Mastelloni : Adone
- Mario Carotenuto : Monseigneur Florio
- Toni Ucci : Maréchal
- Emilio Laguna :
- África Pratt :
- Alberto Fernández de Rosa :
- Walter Margara :
- Aldo Giuffré : prêtre
- Enzo Cannavale : père adoptif d'Amelia